# Jüdischer Friedhof (Moravský Krumlov)

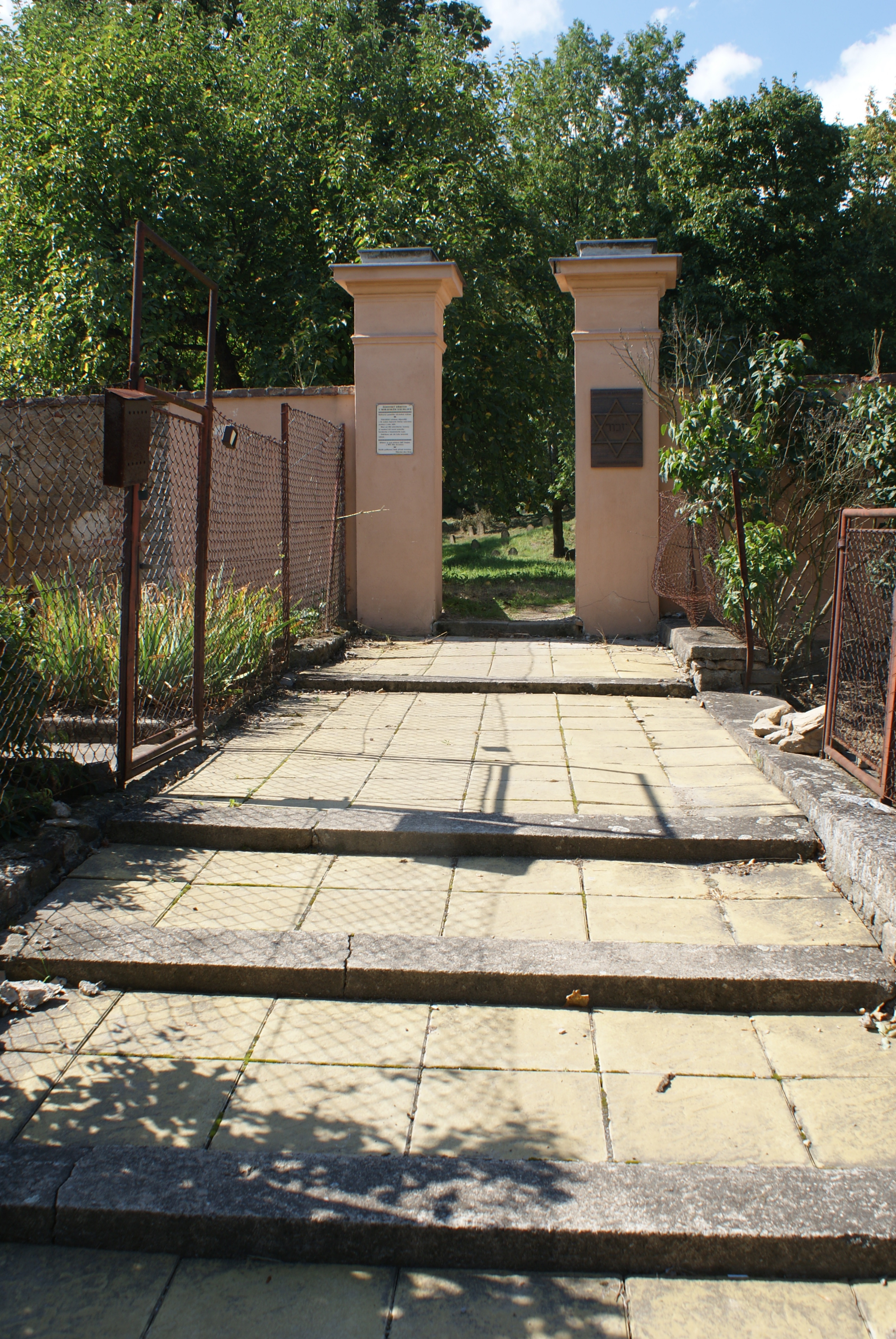
Eingang zum jüdischen Friedhof in Moravský Krumlov

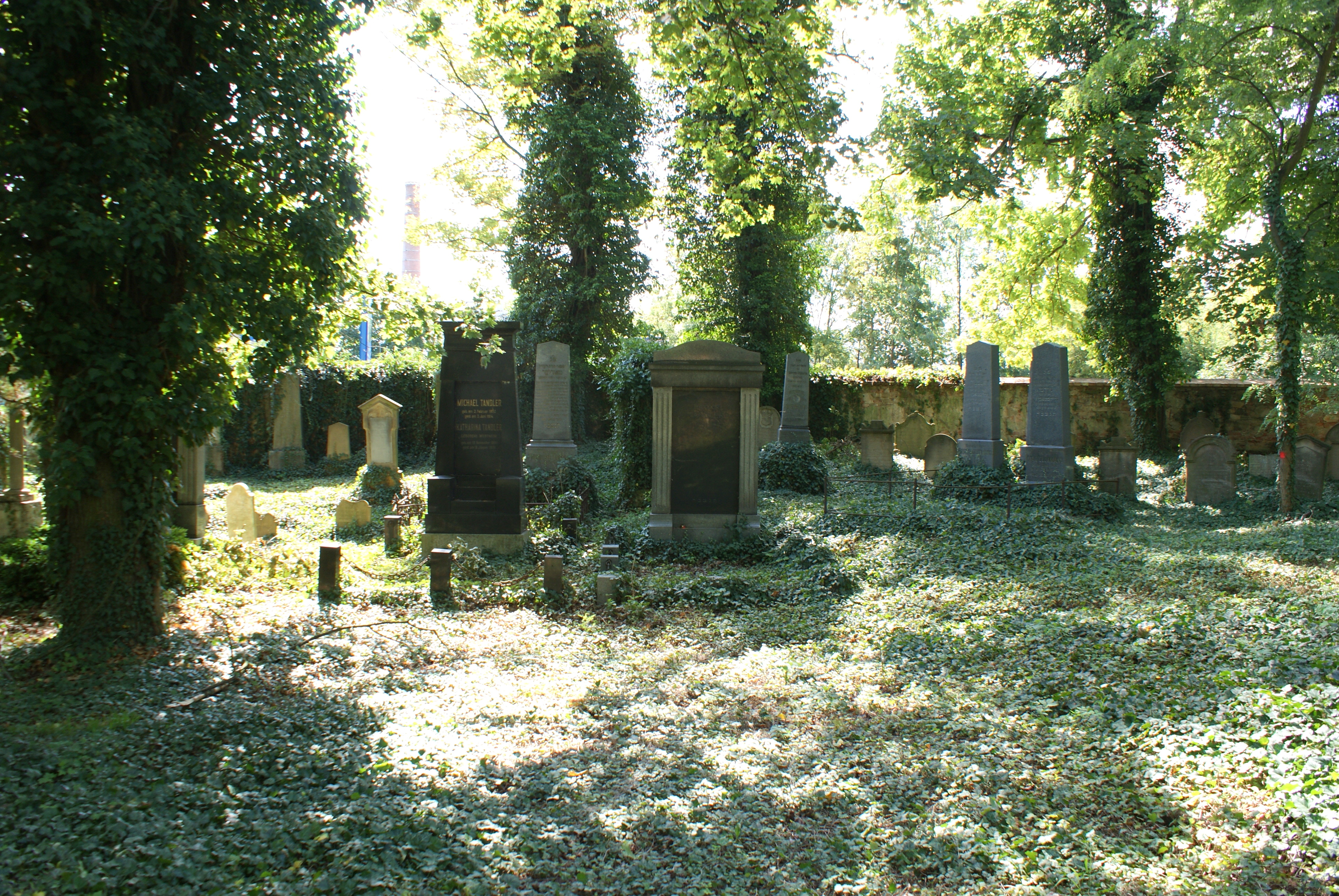
Ansicht

Der Jüdische Friedhof in Moravský Krumlov (deutsch Mährisch Kromau), einer Stadt in der Südmährischen Region in Tschechien, wurde vermutlich zu Beginn des 17. Jahrhunderts angelegt. Der älteste noch vorhandene Grabstein auf dem jüdischen Friedhof stammt aus dem Jahr 1613.